# Dzerjinski, Rusia
Dzerjinski (ru. Дзержи́нский) este un oraș din Regiunea Moscova, Federația Rusă și are o populație de 41.488 locuitori.